# Macierz normalna
Macierz normalna – kwadratowa macierz zespolona {\displaystyle U}, która komutuje ze swoim sprzężeniem hermitowskim, tj.
{\displaystyle U^{\dagger }U=UU^{\dagger },}
gdzie {\displaystyle \cdot ^{\dagger }} oznacza sprzężenie hermitowskie.
Normalność macierzy {\displaystyle U} jest równoważna istnieniu takiej bazy ortonormalnej, że {\displaystyle PUP^{-1}} jest macierzą diagonalną, przy czym {\displaystyle P} jest macierzą przejścia do tej bazy ortonormalnej. 
W szczególności, wszystkie macierze unitarne, hermitowskie i antyhermitowskie są macierzami normalnymi.
Uogólnieniem pojęcia macierzy normalnej jest operator normalny.

## Ogólne przypadki
Nie wszystkie macierze normalne są unitarne lub hermitowskie, ponieważ ich wartościami własnymi mogą być dowolne liczby zespolone. Na przykład,{\displaystyle U={\begin{bmatrix}1&1&0\\0&1&1\\1&0&1\end{bmatrix}}}
nie jest ani hermitowska, ani antyhermitowska, ponieważ jej wartości własne są {\displaystyle 2,(1\pm i{\sqrt {3}})/2}; jednak jest to macierz normalna, gdyż{\displaystyle UU^{\dagger }={\begin{bmatrix}2&1&1\\1&2&1\\1&1&2\end{bmatrix}}=U^{\dagger }U.}